# Список видов семейства Nesticidae
Список всех описанных видов пауков семейства Nesticidae на 8 декабря 2013 года.

## Aituaria
Aituaria Esyunin & Efimik, 1998
- Aituaria nataliae Esyunin & Efimik, 1998 — Россия
- Aituaria pontica (Spassky, 1932) — Россия, Грузия

## Canarionesticus
Canarionesticus Wunderlich, 1992
- Canarionesticus quadridentatus Wunderlich, 1992 — Канарские Острова

## Carpathonesticus
Carpathonesticus Lehtinen & Saaristo, 1980
- Carpathonesticus avrigensis Weiss & Heimer, 1982 — Румыния
- Carpathonesticus biroi (Kulczynski, 1895) — Румыния
- Carpathonesticus birsteini (Charitonov, 1947) — Россия, Грузия
- Carpathonesticus borutzkyi (Reimoser, 1930) — Турция, Грузия, Украина
- Carpathonesticus caucasicus (Charitonov, 1947) — Грузия
- Carpathonesticus cibiniensis (Weiss, 1981) — Румыния
- Carpathonesticus eriashvilii Marusik, 1987 — Грузия
- Carpathonesticus fodinarum (Kulczynski, 1894) — Румыния
- Carpathonesticus galotshkai Evtushenko, 1993 — Украина
- Carpathonesticus hungaricus (Chyzer, 1894) — Румыния
- Carpathonesticus ljovuschkini (Pichka, 1965) — Россия
- Carpathonesticus lotriensis Weiss, 1983 — Румыния
- Carpathonesticus mamajevae Marusik, 1987 — Грузия
- Carpathonesticus menozzii (Caporiacco, 1934) — Италия
- Carpathonesticus paraavrigensis Weiss & Heimer, 1982 — Румыния
- Carpathonesticus parvus (Kulczynski, 1914) — Босния и Герцеговина
- Carpathonesticus puteorum (Kulczynski, 1894) — Румыния
- Carpathonesticus racovitzai (Dumitrescu, 1980) — Румыния
- Carpathonesticus simoni (Fage, 1931) — Румыния
- Carpathonesticus spelaeus (Szombathy, 1917) — Румыния
- Carpathonesticus zaitzevi (Charitonov, 1939) — Грузия

## Cyclocarcina
Cyclocarcina Komatsu, 1942
- Cyclocarcina floronoides Komatsu, 1942 — Япония
  - Cyclocarcina floronoides komatsui (Yaginuma, 1979) — Япония
  - Cyclocarcina floronoides notoi (Yaginuma, 1979) — Япония
  - Cyclocarcina floronoides tatoro (Yaginuma, 1979) — Япония
- Cyclocarcina linyphoides (Komatsu, 1960) — Япония

## Eidmannella
Eidmannella Roewer, 1935
- Eidmannella bullata Gertsch, 1984 — США
- Eidmannella delicata Gertsch, 1984 — США
- Eidmannella nasuta Gertsch, 1984 — США
- Eidmannella pachona Gertsch, 1984 — Мексика
- Eidmannella pallida (Emerton, 1875) — Повсеместно
- Eidmannella reclusa Gertsch, 1984 — США
- Eidmannella rostrata Gertsch, 1984 — США
- Eidmannella tuckeri Cokendolpher & Reddell, 2001 — США

## Gaucelmus
Gaucelmus Keyserling, 1884
- Gaucelmus augustinus Keyserling, 1884 — Северная, Центральная Америка, Вест-Индия
- Gaucelmus calidus Gertsch, 1971 — Мексика, Гватемала
- Gaucelmus cavernicola (Petrunkevitch, 1910) — Ямайка
- Gaucelmus pygmaeus Gertsch, 1984 — Панама
- Gaucelmus strinatii Brignoli, 1979 — Гватемала
- Gaucelmus tropicus Gertsch, 1984 — Панама

## Nesticella
Nesticella Lehtinen & Saaristo, 1980
- Nesticella aelleni (Brignoli, 1972) — Шри-Ланка
- Nesticella africana (Hubert, 1970) — Конго
- Nesticella apiculata Liu & Li, 2013 — Китай
- Nesticella arcuata Liu & Li, 2013 — Китай
- Nesticella benoiti (Hubert, 1970) — Зимбабве
- Nesticella brevipes (Yaginuma, 1970) — Россия, Китай, Корея, Япония
- Nesticella buicongchieni (Lehtinen & Saaristo, 1980) — Вьетнам
- Nesticella chillagoensis Wunderlich, 1995 — Квинсленд
- Nesticella connectens Wunderlich, 1995 — Малайзия
- Nesticella ducke Rodrigues & Buckup, 2007 — Бразилия
- Nesticella falcata Liu & Li, 2013 — Китай
- Nesticella gracilenta Liu & Li, 2013 — Китай
- Nesticella helenensis (Hubert, 1977) — Остров Святой Елены
- Nesticella inthanoni (Lehtinen & Saaristo, 1980) — Таиланд
- Nesticella kerzhneri (Marusik, 1987) — Россия
- Nesticella machadoi (Hubert, 1971) — Ангола
- Nesticella marapu Benjamin, 2004 — Индонезия
- Nesticella mogera (Yaginuma, 1972) — Азербайджан, Китай, Корея, Япония, Гавайи, Фиджи (Германия, ввезён)
- Nesticella mollicula (Thorell, 1898) — Мьянма
- Nesticella murici Rodrigues & Buckup, 2007 — Бразилия
- Nesticella nepalensis (Hubert, 1973) — Непал
- Nesticella odonta (Chen, 1984) — Китай
- Nesticella okinawaensis (Yaginuma, 1979) — Япония
- Nesticella proszynskii (Lehtinen & Saaristo, 1980) — Ява
- Nesticella quelpartensis (Paik & Namkung, 1969) — Корея
- Nesticella renata (Bourne, 1980) — New Ирландия
- Nesticella robinsoni Lehtinen & Saaristo, 1980 — Новая Гвинея
- Nesticella sechellana (Simon, 1898) — Сейшеллы
- Nesticella semicircularis Liu & Li, 2013 — Китай
- Nesticella shanlinensis Liu & Li, 2013 — Китай
- Nesticella sogi Lehtinen & Saaristo, 1980 — Новая Гвинея
- Nesticella songi Chen & Zhu, 2004 — Китай
- Nesticella taiwan Tso & Yoshida, 2000 — Тайвань
- Nesticella taurama Lehtinen & Saaristo, 1980 — Новая Гвинея
- Nesticella utuensis (Bourne, 1980) — New Ирландия
- Nesticella verticalis Liu & Li, 2013 — Китай
- Nesticella yui Wunderlich & Song, 1995 — Китай

## Nesticus
Nesticus Thorell, 1869
- Nesticus abukumanus Yaginuma, 1979 — Япония
- Nesticus afghanus Roewer, 1962 — Афганистан
- Nesticus akamai Yaginuma, 1979 — Япония
- Nesticus akiensis Yaginuma, 1979 — Япония
- Nesticus akiyoshiensis (Uyemura, 1941) — Япония
  - Nesticus akiyoshiensis ofuku Yaginuma, 1977 — Япония
- Nesticus ambiguus Denis, 1950 — Танзания
- Nesticus anagamianus Yaginuma, 1976 — Япония
- Nesticus antillanus Bryant, 1940 — Куба
- Nesticus archeri Gertsch, 1984 — США
- Nesticus arenstorffi Kulczynski, 1914 — Босния и Герцеговина
- Nesticus arganoi Brignoli, 1972 — Мексика
- Nesticus asuwanus Nishikawa, 1986 — Япония
- Nesticus baeticus Lopez-Pancorbo & Ribera, 2011 — Испания
- Nesticus balacescui Dumitrescu, 1979 — Румыния
- Nesticus barri Gertsch, 1984 — США
- Nesticus barrowsi Gertsch, 1984 — США
- Nesticus beroni Deltshev, 1977 — Болгария
- Nesticus beshkovi Deltshev, 1979 — Крит
- Nesticus bishopi Gertsch, 1984 — США
- Nesticus brasiliensis Brignoli, 1979 — Бразилия
- Nesticus breviscapus Yaginuma, 1979 — Япония
- Nesticus brignolii Ott & Lise, 2002 — Бразилия, Уругвай, Аргентина
- Nesticus brimleyi Gertsch, 1984 — США
- Nesticus bungonus Yaginuma, 1979 — Япония
- Nesticus calilegua Ott & Lise, 2002 — Бразилия, Аргентина
- Nesticus campus Gertsch, 1984 — Мексика
- Nesticus carolinensis (Bishop, 1950) — США
- Nesticus carpaticus Dumitrescu, 1979 — Румыния
- Nesticus carteri Emerton, 1875 — США
- Nesticus caverna Gertsch, 1984 — Мексика
- Nesticus cellulanus (Clerck, 1757) — Голарктика
  - Nesticus cellulanus affinis Kulczynski, 1894 — Венгрия
- Nesticus cernensis Dumitrescu, 1979 — Румыния
- Nesticus chikunii Yaginuma, 1980 — Япония
- Nesticus citrinus (Taczanowski, 1874) — Гайана
- Nesticus concolor Roewer, 1962 — Афганистан
- Nesticus constantinescui Dumitrescu, 1979 — Румыния
- Nesticus cooperi Gertsch, 1984 — США
- Nesticus coreanus Paik & Namkung, 1969 — Корея
- Nesticus crosbyi Gertsch, 1984 — США
- Nesticus delfini (Simon, 1904) — Чили
- Nesticus diaconui Dumitrescu, 1979 — Румыния
- Nesticus dilutus Gertsch, 1984 — США
- Nesticus dimensis Lopez-Pancorbo, Kunt & Ribera, 2013 — Турция
- Nesticus echigonus Yaginuma, 1986 — Япония
- Nesticus eremita Simon, 1879 — Европа; ввезён в Новая Зеландия
- Nesticus fagei Kratochvil, 1933 — Италия, Черногория
- Nesticus flavidus Paik, 1978 — Корея
- Nesticus furenensis Yaginuma, 1979 — Япония
- Nesticus furtivus Gertsch, 1984 — США
- Nesticus georgia Gertsch, 1984 — США
- Nesticus gertschi Coyle & McGarity, 1992 — США
- Nesticus globosus Liu & Li, 2013 — Китай
- Nesticus gondai Yaginuma, 1979 — Япония
- Nesticus gujoensis Yaginuma, 1979 — Япония
- Nesticus henderickxi Bosselaers, 1998 — Крит
- Nesticus higoensis Yaginuma, 1977 — Япония
- Nesticus hoffmanni Gertsch, 1971 — Мексика
- Nesticus holsingeri Gertsch, 1984 — США
- Nesticus idriacus Roewer, 1931 — Австрия, Италия
- Nesticus inconcinnus Simon, 1907 — Сан-Томе
- Nesticus ionescui Dumitrescu, 1979 — Румыния
- Nesticus iriei Yaginuma, 1979 — Япония
- Nesticus ivone Faleiro & Santos, 2011 — Бразилия
- Nesticus iwatensis Yaginuma, 1979 — Япония
- Nesticus jamesoni Gertsch, 1984 — Мексика
- Nesticus jonesi Gertsch, 1984 — США
- Nesticus kaiensis Yaginuma, 1979 — Япония
- Nesticus karyuensis Yaginuma, 1980 — Япония
- Nesticus kataokai Yaginuma, 1979 — Япония
- Nesticus kunisakiensis Irie, 1999 — Япония
- Nesticus kuriko Yaginuma, 1972 — Япония
- Nesticus kyongkeomsanensis Namkung, 2002 — Корея
- Nesticus latiscapus Yaginuma, 1972 — Япония
  - Nesticus latiscapus kosodensis Yaginuma, 1972 — Япония
- Nesticus libo Chen & Zhu, 2005 — Китай
- Nesticus lindbergi Roewer, 1962 — Афганистан
- Nesticus longiscapus Yaginuma, 1976 — Япония
  - Nesticus longiscapus awa Yaginuma, 1978 — Япония
  - Nesticus longiscapus draco Yaginuma, 1978 — Япония
  - Nesticus longiscapus kiuchii Yaginuma, 1978 — Япония
- Nesticus luquei Ribera & Guerao, 1995 — Испания
- Nesticus lusitanicus Fage, 1931 — Португалия
- Nesticus maculatus Bryant, 1948 — Гаити
- Nesticus masudai Yaginuma, 1979 — Япония
- Nesticus mikawanus Yaginuma, 1979 — Япония
- Nesticus mimus Gertsch, 1984 — США
- Nesticus monticola Yaginuma, 1979 — Япония
- Nesticus morisii Brignoli, 1975 — Италия, Турция
- Nesticus murgis Ribera & De Mas, 2003 — Испания
- Nesticus nahuanus Gertsch, 1971 — Мексика
- Nesticus nasicus Coyle & McGarity, 1992 — США
- Nesticus navicellatus Liu & Li, 2013 — Китай
- Nesticus nishikawai Yaginuma, 1979 — Япония
- Nesticus noroensis Mashibara, 1993 — Япония
- Nesticus obcaecatus Simon, 1907 — Испания
- Nesticus orghidani Dumitrescu, 1979 — Румыния
- Nesticus paynei Gertsch, 1984 — США
- Nesticus pecki Hedin & Dellinger, 2005 — США
- Nesticus plesai Dumitrescu, 1980 — Румыния
- Nesticus potreiro Ott & Lise, 2002 — Бразилия
- Nesticus potterius (Chamberlin, 1933) — США
- Nesticus rainesi Gertsch, 1984 — Мексика
- Nesticus rakanus Yaginuma, 1976 — Япония
- Nesticus ramirezi Ott & Lise, 2002 — Аргентина
- Nesticus reclusus Gertsch, 1984 — США
- Nesticus reddelli Gertsch, 1984 — Мексика
- Nesticus sbordonii Brignoli, 1979 — Италия
- Nesticus secretus Gertsch, 1984 — США
- Nesticus sedatus Gertsch, 1984 — Мексика
- Nesticus sheari Gertsch, 1984 — США
- Nesticus shinkaii Yaginuma, 1979 — Япония
- Nesticus shureiensis Yaginuma, 1980 — Япония
- Nesticus silvanus Gertsch, 1984 — США
- Nesticus silvestrii Fage, 1929 — США
- Nesticus sodanus Gertsch, 1984 — США
- Nesticus sonei Yaginuma, 1981 — Япония
- Nesticus speluncarum Pavesi, 1873 — Южная Европа
- Nesticus stupkai Gertsch, 1984 — США
- Nesticus stygius Gertsch, 1984 — США
- Nesticus suzuka Yaginuma, 1979 — Япония
- Nesticus taim Ott & Lise, 2002 — Бразилия
- Nesticus takachiho Yaginuma, 1979 — Япония
- Nesticus tarumii Yaginuma, 1979 — Япония
- Nesticus tennesseensis (Petrunkevitch, 1925) — США
- Nesticus tosa Yaginuma, 1976 — Япония
  - Nesticus tosa iwaya Yaginuma, 1976 — Япония
  - Nesticus tosa niyodo Yaginuma, 1976 — Япония
- Nesticus uenoi Yaginuma, 1972 — Япония
- Nesticus unicolor Simon, 1895 — Венесуэла
- Nesticus vazquezae Gertsch, 1971 — Мексика
- Nesticus wiehlei Dumitrescu, 1979 — Румыния
- Nesticus yaginumai Irie, 1987 — Япония
- Nesticus yaginumai Yin, 2012 — Китай
- Nesticus yamagatensis Yoshida, 1989 — Япония
- Nesticus yamato Yaginuma, 1979 — Япония
- Nesticus yesoensis Yaginuma, 1979 — Япония
- Nesticus zenjoensis Yaginuma, 1978 — Япония

## Pseudonesticus
Pseudonesticus Liu & Li, 2013
- Pseudonesticus clavatus Liu & Li, 2013 — Китай

## Typhlonesticus
Typhlonesticus Kulczynski, 1914
- Typhlonesticus absoloni (Kratochvil, 1933) — Черногория